# Cheng Wen
Cheng Wen (chiń. 程文; ur. 6 kwietnia 1989 w Binzhou) – chiński lekkoatleta, płotkarz. Wicemistrz Azji, olimpijczyk z Londynu.

## Przebieg kariery
Startował głównie w konkurencji biegu na 400 m przez płotki. W latach 2008–2010 brał udział jedynie w zawodach rozgrywanych w Chinach. Na nich m.in. został w 2009 mistrzem kraju U-18 oraz zdobył w 2010 roku tytuł wicemistrza Chin. W 2011 wziął udział w mistrzostwach świata, na których w swej konkurencji odpadł w fazie eliminacji, zajmując 5. pozycję. W 2012 roku był uczestnikiem letnich igrzysk olimpijskich, w ich ramach zajął 6. pozycję w eliminacjach (z rezultatem czasowym 50,38) i nie awansował do dalszej fazy.
W 2013 został wicemistrzem Azji oraz zdobył złoty medal igrzysk Azji Wschodniej. Rok później zdobył brązowy medal igrzysk azjatyckich.
Dwukrotnie w swej karierze brał udział w zmaganiach w konkurencji sztafety 4 × 400 metrów – w 2013 roku podczas chińskich igrzysk narodowych (2. pozycja) oraz w 2014 roku w trakcie igrzysk azjatyckich w Inczonie (5. pozycja).

## Rekordy życiowe
- bieg na 400 m – 47,46 (25 września 2010, Zibo)
- bieg na 400 m przez płotki – 49,28 (26 czerwca 2011, Fuzhou)
- sztafeta 4 × 400 m – 3:05,28 (11 września 2013, Shenyang)

Źródło: 